# Zeitschrift für Urheber- und Medienrecht
Die Zeitschrift für Urheber- und Medienrecht (abgekürzt: ZUM) ist eine monatlich erscheinende juristische Fachzeitschrift zum Urheber-, Verlags-, Rundfunk-, Presse- und Telemedienrecht.
Die Zeitschrift wurde 1957 von Georg Roeber unter dem Namen Film und Recht (FuR) gegründet. Ursprünglich nur als Informationsdienst für Mitglieder und Förderer des Instituts für Urheber- und Medienrecht gedacht, entwickelte sie sich schnell zu einem angesehenen Organ für alle Rechtsfragen des gesamten Urheber- und Medienrechts. Dieser Themenvielfalt trägt seit 1985 auch der Titel ZUM – Zeitschrift für Urheber- und Medienrecht Rechnung.
In monatlicher Folge diskutieren Autoren aus Wissenschaft und Praxis umfassend über aktuelle Entwicklungen und Probleme des Urheber- und Medienrechts in Aufsätzen und Rezensionen. Besonderes Gewicht legt die Zeitschrift auf den Abdruck der neuesten Rechtsprechung. Seit 1997 wird der Rechtsprechungsteil der ZUM durch den ebenfalls monatlich erscheinenden ZUM-Rechtsprechungsdienst (ZUM-RD) ergänzt.
Die Zeitschrift richtet sich an Anwälte, Behörden und Unternehmen, die in den Bereichen Rundfunk, Video, Tonträger, Film, Buch, Presse, Online-Dienste und Telekommunikation tätig sind. Die ZUM erscheint in einer Auflage von 1900 Exemplaren und wird im Nomos Verlag in Baden-Baden verlegt. Sitz der Redaktion ist das Institut für Urheber- und Medienrecht in München. Für die Schriftleitung sind Michael Grünberger und Nadine Klass verantwortlich.

## Herausgeber
- Albrecht Hesse
- Roland Bornemann
- Tilo Gerlach
- Harald Heker
- Reinhold Kreile
- Urban Pappi
- Manfred Rehbinder
- Robert Staats

## Redaktion
- Christoph Seibold, leitender Redakteur
- Nicole Bentin, Redakteurin Rechtsprechung
- Stephanie Niederalt, Redakteurin Rezensionen